# Tornareccio
Tornareccio (Turnarécce in abruzzese) è un comune italiano di 1 635 abitanti della provincia di Chieti in Abruzzo. Fa parte della Comunità montana Valsangro. È uno dei trentanove comuni italiani facenti parte dell'Associazione Nazionale delle Città del Miele.

## Storia

### Origini italiche
La zona intorno a Tornareccio, specialmente la zona adiacente al Monte Pallano (in base al rinvenimento di selci), fu abitata sin dal paleolitico (da 18-20 000 anni or sono).
Secondo vari studi i popoli che vi si stanziarono sono di origine lucana (visto che sia il nome del popolo lucano che l'appellativo "lucus" hanno la stessa origine). Ancora oggi presso il monte, è possibile vedere la cittadella fortificata di Pallanum, con mura perimetrali e tre porte di accesso.

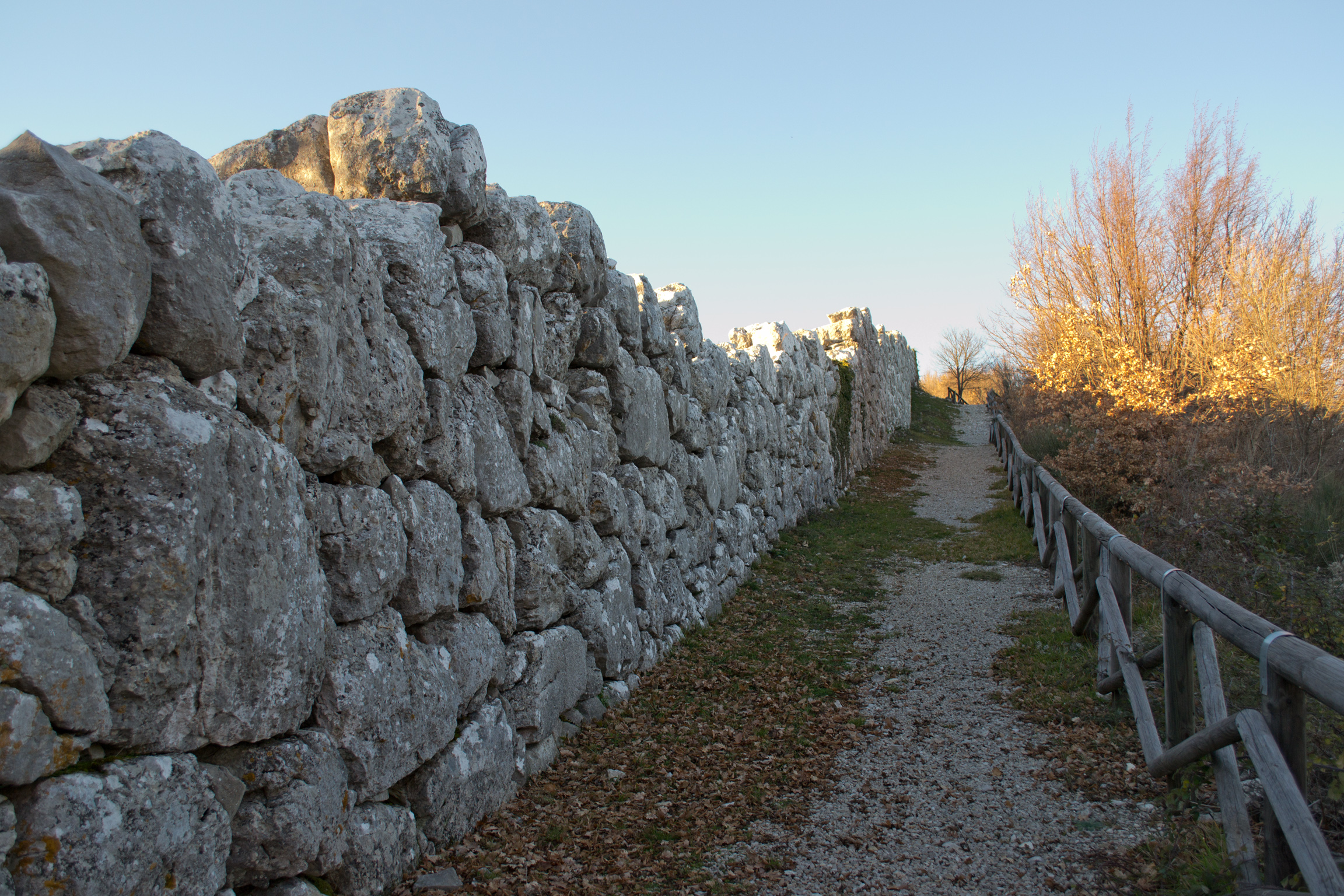
Mura di Pallanum (Monte Pallano)

### Medioevo
Poi non si hanno notizie fino alla storia, quando fu assoggettata dai romani, ma il 1º documento che parla di Tornareccio è del 22 giugno 829 quando passò sotto il feudo dell'Abbazia di Farfa che così dice: "Monasteriolum situm in finibus Theathinae sive Vocitanae et constructum in honorem sancti Stephani protomartiris" (il piccolo monastero situato nei confini Teatini o Vocitani, nel luogo chiamato Lucania, costruito in onore del primo martire Santo Stefano). Oggi purtroppo di questo tal monastero di Santo Stefano in Lucana (in riferimento al villaggio popolato da questa tribù), non esiste nulla, se non alcune carte, che testimoniano la sua grandezza politica e territoriale, che per beneficio dei pontefici, e dei Conti Trasmonti e Attoni di Chieti, nel 1000 era arrivato ad avere numerosi feudi tra il Sinello, l'Osento e il Sangro, occupando l'area dell'odierna Atessa, sino ai confini con San Giovanni in Venere.

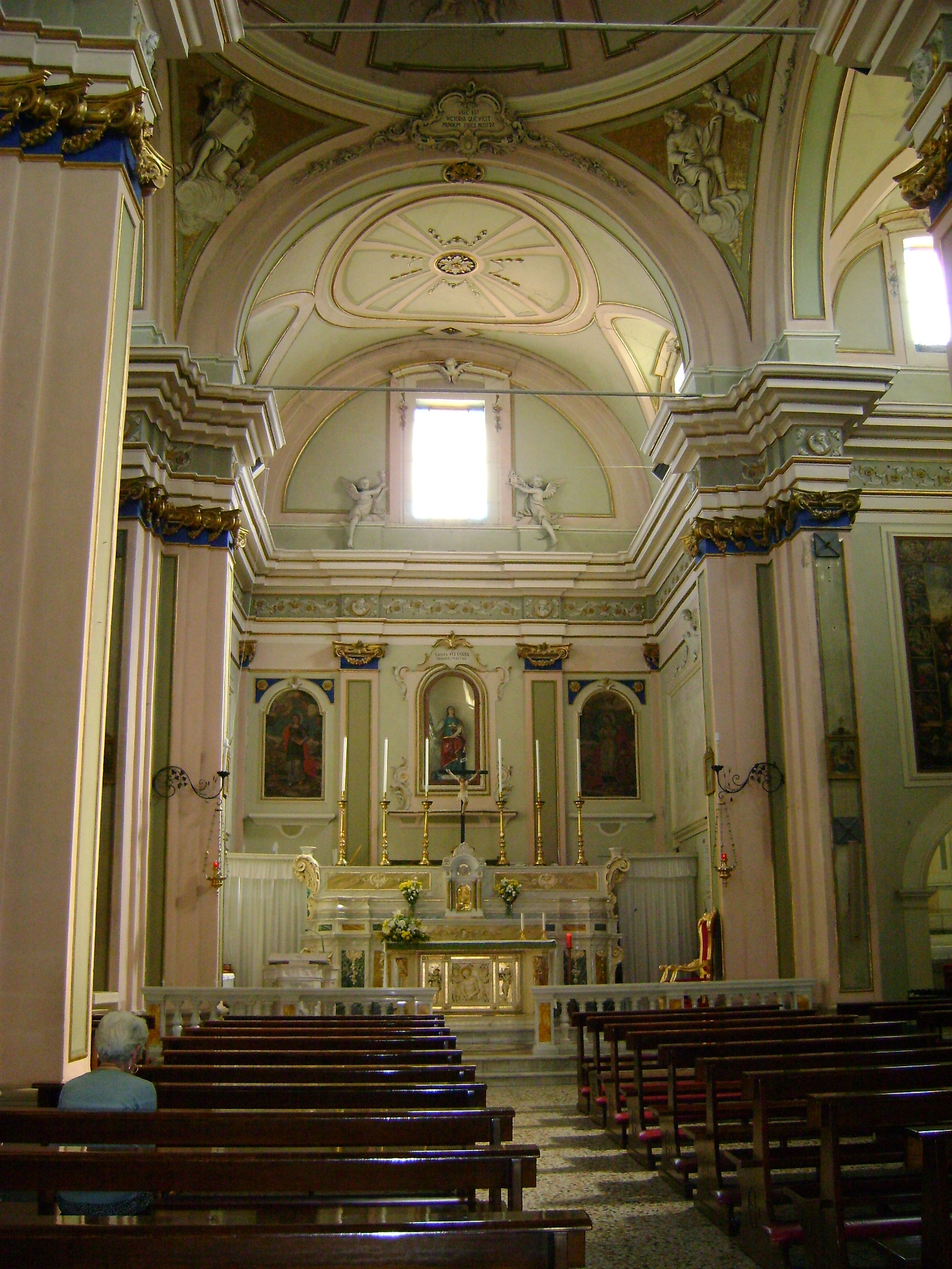
Interno della parrocchia di Santa Vittoria

Nel 1118 o pochi anni prima venne iniziata la costruzione del centro di Tornareccio come attesta il cronista Gregorio di Catino nel Chronicon farfense: In comitatu Teatino est monasterium Sancti Stephani in Lucania (…) et castellum Tornaricie ("Nella contea Teatina c'è il monastero di Santo Stefano in Lucania ed il castello di Tornareccio").
Nel periodo 1156-1168 secondo alcuni documenti dell'università del paese, questo centro si chiama Tornarezam.
Il castello, fino al XIX secolo è costretto a conoscere un periodo di declino, finché il monastero di Santo Stefano non venne abbandonato e se ne persero le tracce.

### Epoca moderna e contemporanea
Il Castrum Tornaricii nel XIII secolo divenne parte integrante del nuovo centro di Atessa, divenuto sede della chiesa secolare, ossia beneficiò dal pontefice di un privilegio che esentava Atessa dal controllo religioso della diocesi di Chieti, oltretutto la città entrò nelle grazie della regina Giovanna I di Napoli, ottenendo vari privilegi territoriali sull'area dell'Osento e del Sinello. Lo storico atessano Padre Tommaso Bartoletti ricorda che Tornareccio nel XV-XVI secolo era dotata di 5 parrocchie, nel 1705 fu feudo dei Colonna, nel 1513 Tornareccio divenne sede di una università autonoma da Atessa, ma per questo i feudatari imposero, come ad Atessa, una grave tassazione, che gravò sull'economia della cittadina per secoli.
Durante il Novecento, Tornareccio fu occupata dai nazisti nel 1943, il 14 novembre di quell'anno una parte del paese fu distrutta dai nazisti che applicarono la tattica della terra bruciata, trovandosi Tornareccio nei pressi della linea Gustav sul Sangro. Le case furono minate e fatte saltare tatticamente, mentre la popolazione fu costretta rifugiarsi sul Monte Pallano. Il nucleo centrale attorno alla parrocchia di Santa Vittoria fu risparmiato grazie all'intervento di Vincenzo Lemme, che disinnescò la miccia della dinamite posta sotto Palazzo Melocchi. All'arrivo degli alleati, i paesani tornarono a ripopolare il paese, e successivamente ci fu la ricostruzione.
Già nei primi anni del Novecento il paese si era sviluppato presso il campo del Carmine, dove era stato costruito il santuario della Madonna del Carmine. Nel secondo dopoguerra Tornareccio ha concentrato la sua economia sull'apicoltura e l'esportazione del miele. Le abbondanti piogge del 2015 danneggiarono gravemente la rete stradale, con la conseguente formazione di smottamenti e frane.

## Monumenti e luoghi d'interesse

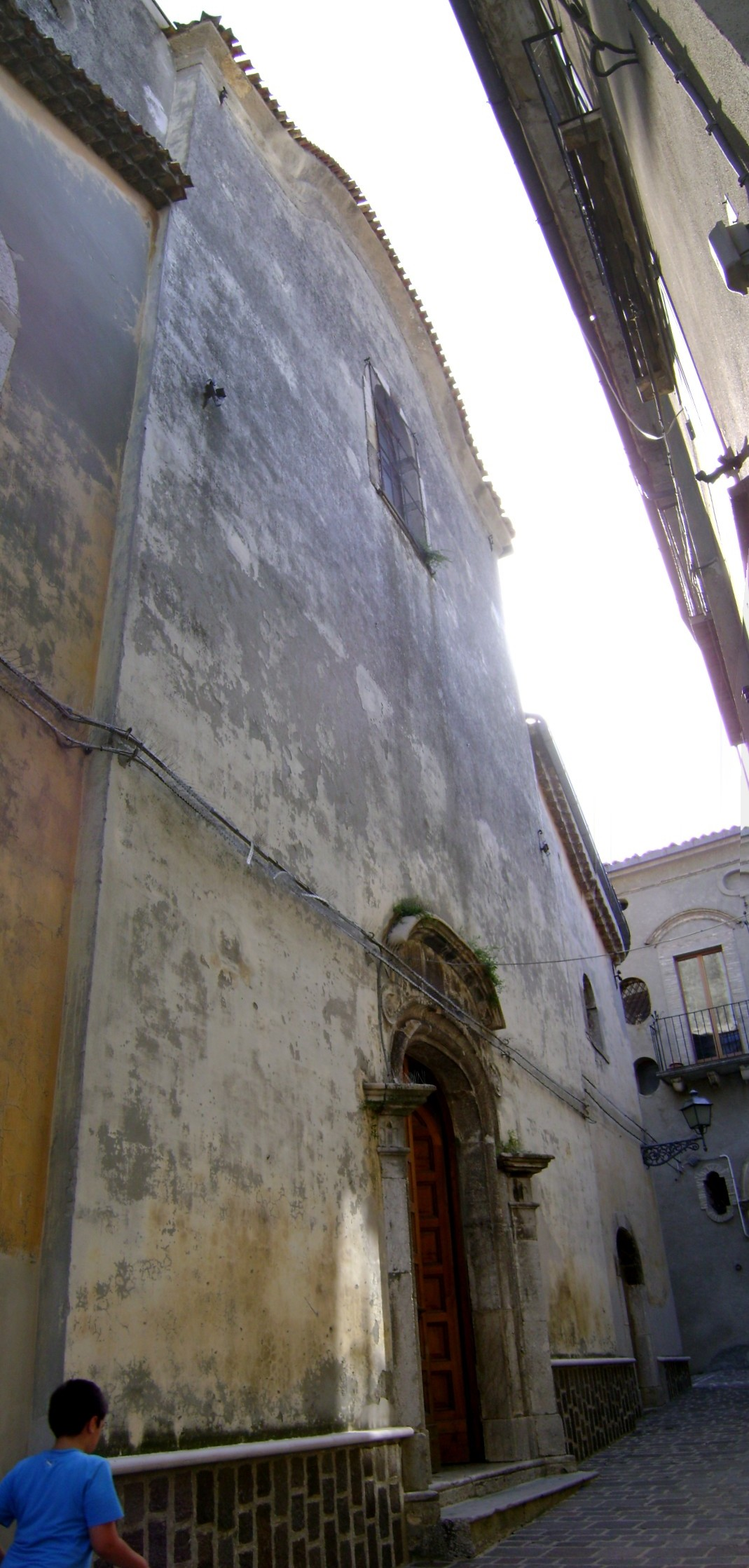
Facciata della chiesa di Santa Vittoria

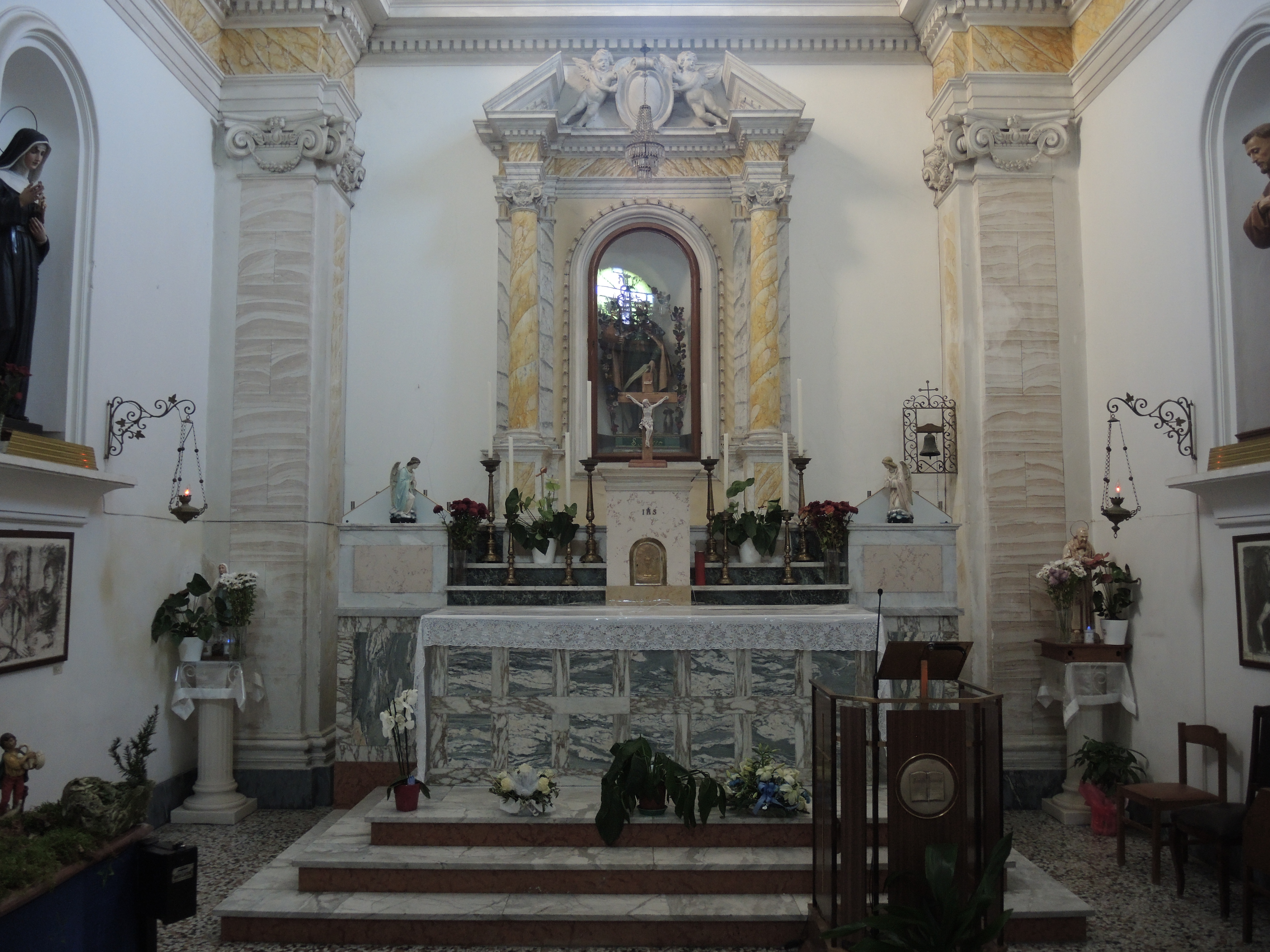
Interno della chiesa di San Rocco

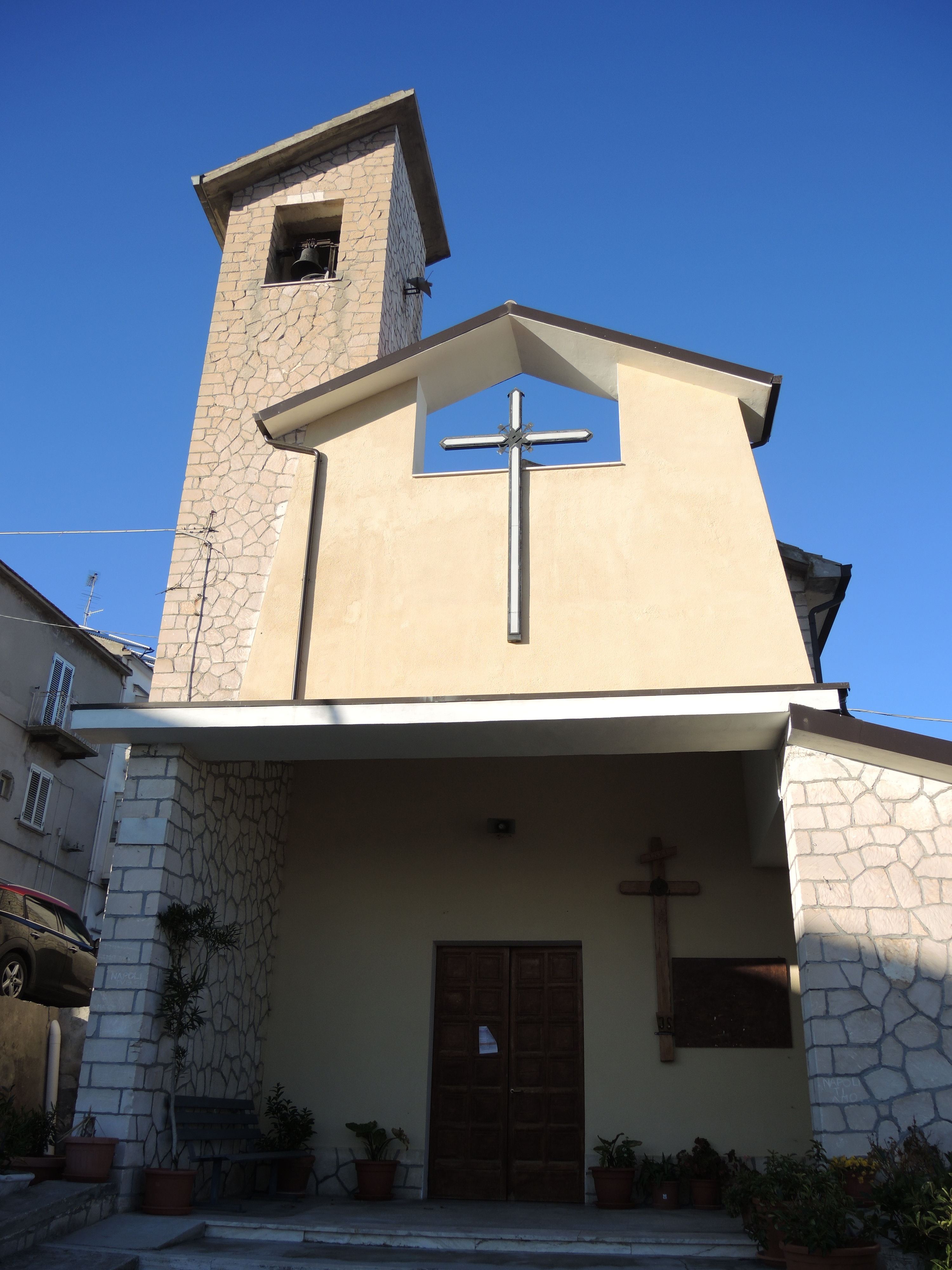
Chiesa di San Giovanni

### Architetture religiose
- Chiesa parrocchiale di Santa Vittoria Vergine: la chiesa più antica, nel cuore del centro storico. Non si conosce la data di fondazione per l'assenza di documenti, ma prima del 1568, anno di una visita pastorale dell'arcivescovo di Chieti, doveva già esistere. Forse esisteva già dal 1118 quando fu eretto il castello, il culto della santa era stato introdotto dai Benedettini del monastero di Santo Stefano in Lucana. La chiesa attuale è frutto di una ricostruzione operata tra il 1787 e il 1814, per iniziativa del prete don Vincenzo Daniele, mostrando elementi tardo barocchi e neoclassici.
- Santuario della Madonna del Carmine: è la chiesa più grande, che sorge sopra un crinale posto dinanzi al colle del centro storico. La tradizione vuole che intorno al 1500 due pastorelle che custodivano le pecore, videro apparire la Madonna, sopra un albero. Immediatamente la notizia coinvolse la cittadinanza, che eresse sul luogo una cappella, terminata nel 1568. La chiesa attuale è frutto di un ampliamento del 1886-1897, come ricorda l'iscrizione sul portale, ha impianto basilicale longitudinale, ha pavimentazione marmorea, di pregio la statua in terracotta della Vergine del Carmine col Bambino sulle ginocchia, le statue di Sant'Apollonia e Santa Lucia.
- Chiesa di San Rocco: si trova lungo la strada provinciale del paese, a poca distanza dal centro storico. La chiesa è una cappella tardo ottocentesca, con l'interno neoclassico, la decorazione a colonne cilindriche marmoree con capitelli ionici, e altari a nicchia, l'esterno è frutto di un rifacimento postbellico, seguendo lo stile classico, in mattoni rossi a vista, misti allo stucco.
- Chiesa di San Giovanni Battista: nella contrada omonima, è stata costruita negli anni '60 in stile moderno.

### Monumenti
- Monumento ai caduti inaurgurato il 5 maggio 1968[8].
- Monumento a Padre Pio inaugurato il 24 ottobre 1993[8].
- I ruderi di Pallanum[9] con dei resti di un insediamento ellenistico romano[10].
- Delle torri medievali sparse nel centro storico del paese.

Qualcuna di queste torri attualmente è adibita ad abitazione.
Le prime notizie di queste torri risale al 1118. In seguito, man mano, vi sono ridossate delle case che nascosero parte delle strutture. Alcune di queste torri sono andate distrutte. Attualmente ne rimangono solo due e sono di forma circolare e sono in muratura.

### Palazzo Daniele Melocchi
Il palazzo è sito nel centro storico. È stato costruito probabilmente in più riprese verosimilmente tra il XVII ed il XVIII secolo. Susseguentemente i vari vani del palazzo furono rimaneggiati per le esigenze dei vari abitabti che si sono succeduti.
Originariamente il palazzo, forse, era attaccato alle mura dato che il palazzo è sito al limite del centro storico. Il portale del vicolo adiacente alla chiesa di Santa Vittoria ha degli stipiti in pietra ed è circondato da due lesene e da un archivolto.
Il primo piano ed il pianterreno presentano delle finestre aventi stipiti ed architravi in mattoni, in più, al primo piano, tali finestre sono posti sopra dei timpano a forma di simil-lunetta.

### Il villaggio neolitico di Pallanum

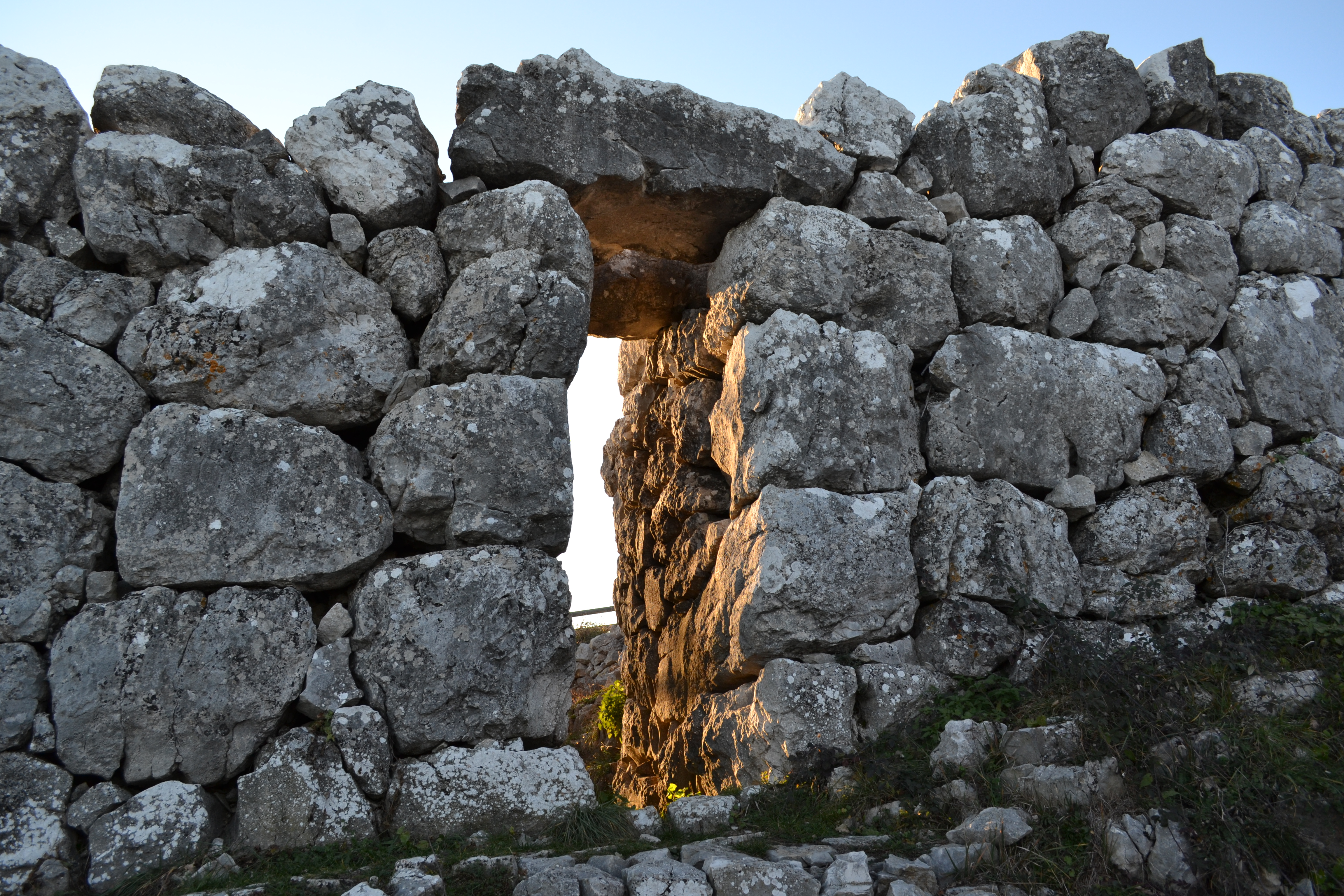
Mura di Pallanum con porta di ingresso

Si trova in cima al Monte Pallano, che sovrasta Tornareccio. Il villaggio si sviluppò nelle forme attuali intorno al V secolo a.C., e si suppone fosse stato fondato dalla tribù dei Lucani. Le mura ciclopiche erano dette anche "mura Paladine", edificate a scopo protettivo, e sono costituite da tre ingressi. Porta del Piano, Porta del Monte, e l'accesso dalla via del tratturo. Alcune abitazioni si trovano anche fuori dal perimetro murario, e sono tipiche capanne a tholos erette con la pietra incastrata. Una lapide commemorativa a Lucio Cornelio Scipione Barbato, capostipite della famosa casata degli Scipioni romani, parla delle sue conquiste nel Sannio, citando anche una certa "Loucanam" sottomessa. Forse si tratterebbe esattamente del villaggio di Monte Pallano, dato che nel Medioevo nelle zone sorgerà il monastero di Santo Stefano "in Lucana".
Con la conquista romana anche Pallanum cadde, il nerf, il principe che controllava l'amministrazione, venne sostituito dal meddix tuticus, magistrato romano.
Si ritiene che Pallanum rimase in attività come centro di controllo delle guarnigioni della valle, fino alla caduta di Roma, quando venne usato come riparo da viandanti e pastori, dato che non si ebbero opere di incastellamento e infeudamento, tipiche del primo Medioevo italiano.

### Altro
- La "Cavuta": si tratta di un manufatto a forma di arco a tutto sesto, sito presso il palazzo Melocchi che tuttora permette l'accesso al paese.[14] Verosimilmente vi era una porta dell'antica cinta muraria.
- I mosaici: i lupi di Maja di Morena Antonucci[15]
- Le fontane di Tornareccio: si ricordano Fonte La Porta, l'abbeveratoio a muro presso il centro, e la Fonte San Rocco nella contrada omonima.

## Società

### Evoluzione demografica
Abitanti censiti

## Economia

### Il miele di Tornareccio
Il borgo è uno dei massimi centri abruzzesi ad esportare miele in tutta la regione e in Italia. La storia dell'arrivo del miele a Tornareccio ha inizio nei primi anni del Novecento: Argito Di Vincenzo, negli anni '30 acquisto a Termoli uno sciame d'api che poi rinchiuse in un sacco di liuta per portarlo in paese. L'acquisto serviva per garantire il sostentamento della famiglia, e successivamente la produzione del miele forgiò la prima industria locale dell'Apicoltura Tieri, il cui stabilimento moderno è in via De Gasperi. L'origine dell'azienda dunque sta nel gesto del De Vincenzo nel 1930 di acquistare una cinquantina di arnie, per iniziare la produzione del miele, da affiancare alla produzione agricola. Nel primo periodo, il nettare veniva scambiati con il grano, successivamente iniziò la vendita ai commercianti, alcuni dei quali provenivano da Vasto. In questo modo la produzione aumentò di molto, di pari passo con la conoscenza del miele di Tornareccio, fuori dal territorio locale
La svolta aziendale avvenne negli anni '60, quando il genero di Argito, Alderino Tieri, decise di continuare l'attività, in quegli anni in piena espansione a Tornareccio, grazie alla tecnica nomadistica, ancora oggi usata: risalgono a quel periodo le migrazioni di apicoltori alla ricerca di piantagioni fuori dal territorio regionale. Le prime destinazioni di costoro furono Gubbio e l'Umbria in generale, poi Latina, arrivando infine al sud Italia. In Tornareccio dopo i festeggiamenti della Madonna del Carmine il 16 luglio, partivano colonne di automezzi di apicoltori, che portavano le arnie, le attrezzature, il cibo, per trovare i terreni di allevamento per tutto l'anno delle sue arnie.
la produzione del miele a Tornareccio ha avuto la svolta decisiva negli anni '90, quando Nicola e Fabrizio Tieri, nipoti di Argito, hanno preso in mano l'azienda, rinnovandola profondamente per le esigenze economiche moderne della competizione globale, in modo da far conoscere il miele di Tornareccio non solo in Abruzzo, ma anche nel Paese e nel mondo.
Le apicolture principali in paese sono quella "Luca Finocchio" in via Santo Stefano, la "Fioriti", in via Papa Giovanni XXIII, la "Adi Apicoltura" in via De Gasperi, e quella originale "Tieri".

## Amministrazione
| Periodo        | Periodo        | Primo cittadino   | Partito                                                                      | Carica  | Note          |
| -------------- | -------------- | ----------------- | ---------------------------------------------------------------------------- | ------- | ------------- |
| 23 aprile 1995 | 12 giugno 2004 | Nicola Berardi    | Lista Civica di Centro (1995-1999) Lista Civica di Centro-destra (1999-2004) | Sindaco | [ 17 ] [ 18 ] |
| 13 giugno 2004 | 7 giugno 2009  | Luigi Iacovanelli | Lista Civica                                                                 | Sindaco | [ 19 ]        |
| 8 giugno 2009  | 25 maggio 2014 | Nicola Pallante   | Lista Civica Alleanza Democratica                                            | Sindaco | [ 20 ]        |
| 26 maggio 2014 | 26 maggio 2019 | Remo Fioriti      | Lista Civica Alleanza Democratica                                            | Sindaco | [ 21 ]        |
| 27 maggio 2019 | In Carica      | Nicola Iannone    | Lista Civica Insieme per Tornareccio Iannone Sindaco                         | Sindaco | [ 1 ]         |